# 제임스 마커스 (미국 배우)

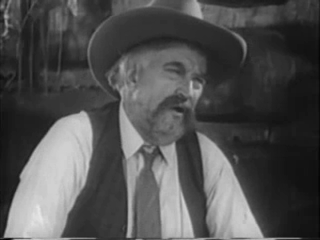

제임스 마커스(James Marcus, 1867년 1월 21일 ~ 1937년 10월 15일)는 미국의 배우이다.
뉴욕에서 태어났으며 할리우드에서 사망하였다. 사인은 심근 경색이다.